# Pittosporum ochrosiifolium
Pittosporum ochrosiifolium är en tvåhjärtbladig växtart som beskrevs av Boj. Pittosporum ochrosiifolium ingår i släktet Pittosporum och familjen Pittosporaceae.

## Underarter
Arten delas in i följande underarter:
- P. o. amygdaloides
- P. o. madagascariense